# Bloodborne
Bloodborne (ブラッドボーン Buraddobōn?) är ett actionrollspel utvecklat av From Software och gavs ut av Sony Computer Entertainment under mars 2015 till Playstation 4.